# ملورن (آیووا)
ملورن (به انگلیسی: Malvern) شهری در ایالت آیووا کشور ایالات متحده آمریکا است که جمعیت آن در سرشماری سال ۲۰۱۰ میلادی، ۱٬۱۴۲ نفر بوده‌است.